# Perfect (album)
Perfect – debiutancki studyjny album zespołu Perfect wydany w 1981 za pośrednictwem wytwórni Polskie Nagrania „Muza” na płycie gramofonowej i kasecie magnetofonowej, jedynie na terenie Polski. Po przyjściu na początku 1979 do zespołu Zbigniewa Hołdysa i Grzegorza Markowskiego (jeszcze pod nazwą Perfect Super Show and Disco Band) na początku 1980 zmieniono nazwę zespołu na Perfect. Muzykę zaprezentowaną na płycie Hołdys w dużej części skomponował tuż po przyjściu do zespołu i zapoznaniu się z autorem tekstów formacji – Bogdanem Olewiczem. Kilka utworów z płyty (m.in. „Ale wkoło jest wesoło”, „Nie płacz Ewka”) stało się klasyką muzyki rockowej, zaś inne (np. „Chcemy być sobą”) były wykorzystywane do szerzenia propagandy antykomunistycznej. Szacuje się, że płyta sprzedała się w nakładzie ponad miliona kopii.
W grudniu 2013 album uzyskał certyfikat platynowej płyty.

## Kontekst
Perfect został założony na przełomie 1977 i 1978 w Warszawie z inicjatywy perkusisty Wojciecha Morawskiego, gitarzysty basowego Zdzisława Zawadzkiego (obaj poprzednio byli członkami grupy Breakout), klawiszowca Pawła Tabaki oraz wokalistek: Ewy Konarzewskiej i Barbary Trzetrzelewskiej (eks- Alibabki). Początkowo zespół wykonywał covery utworów popowych, wyjechał również w trasę koncertową po ośrodkach polonijnych w Stanach Zjednoczonych. Pierwszą nieoficjalną nazwą, zaproponowaną przez Tabakę, była „Perfect Super Show and Disco Band”. Latem 1978 do zespołu dołączył Zbigniew Hołdys, który napisał kilka utworów tuż po wstąpieniu do formacji, m.in. „Co się stało z Magdą K.”, „Jego nie ma”, „Nie ma mogiły rock and rolla” (zostały one wydane dopiero na składankach 1981–1989 i 1977–1991). Zespół wyruszył w kilkumiesięczną trasę koncertową po USA, gdzie grupa grała w polonijnych klubach nocnych i dzielnicach Chicago. Tuż po powrocie do kraju Hołdys miał odmówić współpracy z Konarzewską i Trzetrzelewską twierdząc, że w jego zespole nie będzie śpiewać kobieta. Razem z wokalistkami z zespołu odszedł Tabaka, zdając sobie sprawę z tego, że Hołdys zamierza przekształcić styl muzyki zespołu na rock. Na początku 1979 z formacji Victoria Singers (który przeistaczał się w zespół VOX; członkami Victoria Singers byli Ryszard Rynkowski i Witold Paszt) do grupy dołączył Grzegorz Markowski, mający za sobą występy w „Teatrze na Targówku” i rockowej grupie Watabah, a także współpracę w połowie lat 70. ze Studiem Piosenki ZAKR. W 1976 na potrzeby serialu 07 zgłoś się Markowski nagrał wokalizę do utworu „07 zgłoś się” skomponowanego przez Włodzimierza Korcza. Latem 1980 Hołdys oficjalnie zmienił nazwę zespołu na Perfect.
Na jesieni 1980 zespół zagrał pierwszy profesjonalny koncert w Poznaniu.

Pojechaliśmy do Poznania. Tam w domu studenckim, w takim bardzo małym klubie przyjechał Perfect oraz dwóch technicznych: kierowca i akustyk. Było nas dziewięciu, a publiczności całe siedem osób – czyli siedmiu studentów. Za zdobyte honorarium siedmiu biletów, zakupiliśmy dziesięć win po 3, 50 i upiliśmy się wraz z widownią. Wykonaliśmy pierwszy koncert na lekkim „rauszu”.

Trzy tygodnie później grupa zagrała na festiwalu Rock Arena. Pod koniec 1980 Zespół dostał propozycję nagrania albumu od wytwórni Polskie Nagrania „Muza”. Początkowo nagrano minialbum składający się z czterech utworów (Chcemy być sobą”, „Coś dzieje się w mej biednej głowie”, „Bla, bla, bla” i „Nie płacz Ewka”).

## Nagrywanie i produkcja
Zespół dokonał nagrań w studiu Polskich Nagrań Muza przy ul. Okaryny 1, w ciągu dwóch sesji w lutym, maju i czerwcu 1981 roku. Zbigniew Hołdys był autorem zarysów wszystkich utworów, które zostały dopracowane w czasie niemal półrocznej sesji nagraniowej. Grzegorz Markowski w wywiadzie dla Tylko Rock z 1996 stwierdził, że muzycy zespołu podczas nagrań wyważyli liczbę gitarowych partii solowych tak, by stworzyć balans pomiędzy śpiewem a warstwą instrumentalną – „to musi być skondensowane, chociaż z poczuciem swobody”. Wszystkie utwory nagrane w tym okresie (z wyjątkiem „Coś dzieje się w mej biednej głowie”, który to utwór ostatecznie, pomimo przymiarek, nie ukazał się na debiutanckim pełnowymiarowym albumie grupy) przypisywane są Hołdysowi. Pierwszy oficjalny projekt albumu został zaprezentowany członkom zespołu przez Hołdysa w klubie Stodoła.

## Wydanie
| Data wydania | Wytwórnia               | Format | Numer katalogowy |
| ------------ | ----------------------- | ------ | ---------------- |
| 1981         | Polskie Nagrania „Muza” | LP     | SX 2114          |

## Skład
Sporządzono na podstawie materiału źródłowego.
- Grzegorz Markowski – śpiew,
- Zdzisław Zawadzki – gitara basowa,
- Zbigniew Hołdys – gitara, śpiew, wokal wspierający, producent,
- Ryszard Sygitowicz – gitara, fortepian w Niewiele ci mogę dać,
- Piotr Szkudelski – perkusja,
- Bogdan Olewicz – autor tekstów,
- Edward Lutczyn – projekt okładki,
- Andrzej Karczewski – ilustracje,
- Krzysztof Konarzewski – menadżer zespołu, mastering,
- Wojciech Przybylski – inżynier dźwięku,
- Jarosław Regulski – inżynier, inżynier dźwięku[18]

## Lista utworów
| #  | Utwór                                | Długość | Słowa           | Muzyka          |
| -- | ------------------------------------ | ------- | --------------- | --------------- |
| 1. | „Lokomotywa z ogłoszenia"            | 3:50    | Bogdan Olewicz  | Zbigniew Hołdys |
| 2. | „Chcemy być sobą”                    | 5:28    | Zbigniew Hołdys | Zbigniew Hołdys |
| 3. | „Obracam w palcach złoty pieniądz”   | 4:15    | Bogdan Olewicz  | Zbigniew Hołdys |
| 4. | „Bla, bla, bla"                      | 3:24    | Bogdan Olewicz  | Zbigniew Hołdys |
| 5. | „Niewiele ci mogę dać”               | 3:45    | Bogdan Olewicz  | Zbigniew Hołdys |
| 6. | „Bażancie życie"                     | 4:40    | Bogdan Olewicz  | Zbigniew Hołdys |
| 7. | „Ale wkoło jest wesoło”              | 3:53    | Zbigniew Hołdys | Zbigniew Hołdys |
| 8. | „Nie igraj ze mną wtedy, kiedy gram" | 4:38    | Bogdan Olewicz  | Zbigniew Hołdys |
| 9. | „Nie płacz Ewka”                     | 5:43    | Bogdan Olewicz  | Zbigniew Hołdys |